# 朗德托普 (紐約州)
朗德托普（英語：Round Top）是位於美國紐約州格林縣的普查規定居民點。

## 人口
根據2020年美國人口普查的數據，朗德托普的面積為22.75平方千米，當中陸地面積為22.67平方千米，而水域面積為0.08平方千米。當地共有人口920人，而人口密度為每平方千米40.44人。